# NGC 585
NGC 585 je spirální galaxie v souhvězdí Velryby. Její zdánlivá jasnost je 13,2m a úhlová velikost 2,2′ × 0,5′. Od Země je vzdálená 245 milionů světelných let a je součástí kupy galaxií označené Abell 194. Galaxii objevil John Herschel 20. prosince 1827.